# Розходження країв рани
Розходження країв рани — важке хірургічне ускладнення при загоєнні рани, коли рана розходиться уздовж усього шва. До факторів ризику належать вік, ревматичні захворювання, діабет, ожиріння, погане накладення вузлів чи зачеплення швів, травма рани після операції.
Розходження країв рани розглядають як важке ускладнення загоєння. Особливо небезпечне у випадку проникної рани черевної порожнини, тому що може призвести до випадіння назовні внутрішніх органів (кишки, шлунка, сальника) – евентрації. Спостерігається в ранньому післяопераційному періоді (до 7–10 днів), коли рубець, що формується, ще не зміцнів, через що існує напруга тканин (метеоризм, підвищення внутрішньочеревного тиску).